# Zelandotipula bisatra
Zelandotipula bisatra är en tvåvingeart som först beskrevs av Alexander 1962.  Zelandotipula bisatra ingår i släktet Zelandotipula och familjen storharkrankar.
Artens utbredningsområde är Bolivia. Inga underarter finns listade i Catalogue of Life.